# Petersbächel
Petersbächel is een plaats in de Duitse gemeente Fischbach bei Dahn, deelstaat Rijnland-Palts, en telt 250 inwoners.